# Donja Ravska
Donja Ravska (en serbe cyrillique : Доња Равска) est un village de Bosnie-Herzégovine. Il est situé sur le territoire de la ville de Prijedor et dans la république serbe de Bosnie. Selon les premiers résultats du recensement bosnien de 2013, il ne compte plus aucun habitant.

## Histoire
Dans le village, l'église Saint-Pierre-et-Saint-Paul, une église catholique, est inscrite sur la liste provisoire des monuments nationaux de Bosnie-Herzégovine

## Démographie

### Évolution historique de la population dans la localité
| 1948 | 1953 | 1961 | 1971 | 1981 | 1991 | 2013 |
| ---- | ---- | ---- | ---- | ---- | ---- | ---- |
| -    | -    | 684  | 618  | 438  | 250  | 0    |

|  |